# Alexander Alberro
Alexander Alberro (* 8. Dezember 1957) ist ein US-amerikanischer Kunstkritiker und Professor für Kunstgeschichte.
Alberro erhielt seinen Bachelor (B.A.) und den Master of Arts (M.A.) 1990 an der University of British Columbia für seine Arbeit mit dem Titel The turning of the screw : the Sixth Guggenheim International Exhibition, Daniel Buren, and the new cultural conservatism, in der insbesondere der Zensurakt des Guggenheim gegenüber Daniel Buren behandelt wird. Den akademischen Grad Ph.D. erhielt er an der Northwestern University.
Er schreibt kunstwissenschaftliche Bücher und Aufsätze und ist Autor des Buches Conceptual Art and the Politics of Publicity sowie zusammen mit dem Kunsthistoriker Blake Stimson Co-Autor von Conceptual Art: A Critical Anthology. Beide sind auch Herausgeber des 2009 erschienenen Bandes Institutional Critique, in dem ausgehend u. a. von der antiautoritären Bewegung der 1960er und 1970er Jahre beleuchtet wird, wie die Institutionenkritik am Museumsbetrieb und Kunstmarkt sich auch als künstlerische Haltung äußert, z. B. bei Broodthaers oder Buren.
Alberro hatte eine Professur für Kunstgeschichte an der University of Florida und ist jetzt als Virginia Bloedel Wright Professor of Art History am Barnard College an der Columbia University, New York City, tätig. Hier unterrichtet er Moderne und Zeitgenössische Kunst, besonders Konzeptkunst, sowie Geschichte der Fotografie.

## Schriften
- Alexander Alberro: Conceptional Art and the Politics of Publicity. MIT Press, Cambridge, Mass. 2003, ISBN 978-0-262-01196-9, Paperback 2004, ISBN 978-0-262-51184-1.
- Alexander Alberro (Hrsg.), Sabeth Buchmann (Hrsg.): Art after conceptual art. Generali Foundation. König, Köln 2006, ISBN 978-3-86560-137-7.
- Alexander Alberro: Contemporary Art, Publicity, and the Legacy of the Artistic Avant-Garde. In: Texte zur Kunst. 2009, Juni, ISSN 0940-9459, S. 40–44, 92–94 (mit deutscher Übersetzung).
- Alexander Alberro (Hrsg.), Blake Stimson (Hrsg.): Institutional Critique : An Anthology of Artists' Writings. MIT Press, Cambridge, Mass. 2009, ISBN 978-0-262-01316-1.